# Comté de Bulloo
Le comté de Bulloo (en anglais : Shire of Bulloo) est une zone d'administration locale située dans l'État du Queensland en Australie, dont le siège est Thargomindah.

## Géographie
La zone s'étend sur 73 724 km2 dans l'angle sud-ouest du Queensland, autour du Cameron's corner, et est frontalière de la Nouvelle-Galles du Sud et de l'Australie-Méridionale. Elle comprend les localités de Bulloo Downs, Durham, Hungerford, Noccundra, Oontoo et Thargomindah.

## Histoire
La division de Bulloo est créée le 3 juin 1880 en détachant la partie occidentale de celle de Paroo. Elle devient le comté de Bulloo le 31 mars 1903. Il est dissous le 17 juillet 1930 et intégré au sein du nouveau comté de Quilpie mais il est reconstitué dès le 4 juillet 1931.

## Démographie
| 1933 | 1947 | 1954 | 1961 | 1966 | 1971 | 1976 | 1981 | 1986 |
| ---- | ---- | ---- | ---- | ---- | ---- | ---- | ---- | ---- |
| 614  | 540  | 672  | 772  | 658  | 575  | 521  | 492  | 675  |

| 1991 | 1996 | 2001 | 2006 | 2011 | 2016 | 2021 | - | - |
| ---- | ---- | ---- | ---- | ---- | ---- | ---- | - | - |
| 799  | 801  | 724  | 370  | 403  | 353  | 337  | - | - |

## Politique et administration
Le conseil comprend le maire et quatre autres membres, élus pour un mandat de quatre ans. Les dernières élections ont eu lieu le 28 mars 2020.

### Liste des maires
| Période                                  | Période  | Identité      | Étiquette | Qualité |
| ---------------------------------------- | -------- | ------------- | --------- | ------- |
| Les données manquantes sont à compléter. |          |               |           |         |
| 2004                                     | en cours | John Ferguson |           |         |

La zone est rattachée à la circonscription de Maranoa pour les élections fédérales et à celle de Warrego pour les élections à l'Assemblée législative du Queensland.